# Miesville
Miesville és una població dels Estats Units a l'estat de Minnesota. Segons el cens del 2000 tenia 135 habitants.

## Demografia
Segons el cens del 2000, Miesville tenia 135 habitants, 52 habitatges, i 35 famílies. La densitat de població era de 29 habitants per km².
Dels 52 habitatges en un 25% hi vivien nens de menys de 18 anys, en un 61,5% hi vivien parelles casades, en un 5,8% dones solteres, i en un 30,8% no eren unitats familiars. En el 19,2% dels habitatges hi vivien persones soles l'11,5% de les quals corresponia a persones de 65 anys o més que vivien soles. El nombre mitjà de persones vivint en cada habitatge era de 2,52 i el nombre mitjà de persones que vivien en cada família era de 2,97.
Per edats la població es repartia de la següent manera: un 20,7% tenia menys de 18 anys, un 6,7% entre 18 i 24, un 24,4% entre 25 i 44, un 26,7% de 45 a 60 i un 21,5% 65 anys o més.
L'edat mediana era de 42 anys. Per cada 100 dones de 18 o més anys hi havia 122,9 homes.
La renda mediana per habitatge era de 53.750 $ i la renda mediana per família de 53.125 $. Els homes tenien una renda mediana de 31.786 $ mentre que les dones 31.875 $. La renda per capita de la població era de 19.931 $. Entorn del 10,3% de les famílies i el 9,9% de la població estaven per davall del llindar de pobresa.

## Poblacions més properes
El següent diagrama mostra les poblacions més properes.